# Лекович, Стефан
Сте́фан Ле́кович (серб. Стефан Лековић; род. 9 января 2004, Белград) — сербский футболист, защитник клуба «Црвена звезда».

## Клубная карьера
Лекович — воспитанник клуба «Црвена звезда». В 2022 году для получения игровой практики Стефан на правах аренды выступал за «Графичар». После окончании аренды Лекович вернулся в «Црвену звезду». 10 июля в матче против «Раднички» он дебютировал в сербской Суперлиге.

## Международная карьера
В 2022 году Лекович в составе юношеской сборной Сербии принял участие в юношеском чемпионате Европы в Словакии. На турнире он сыграл в матчах против команд Израиля, Англии и Австрии. В поединке против израильтян Стефан забил гол.